# Site mésolithique de Verseilles-le-Bas
Le site mésolithique de Verseilles-le-Bas, ou site des Druyes, est un site préhistorique situé en bordure du plateau de Langres, sur le territoire de la commune de Verseilles-le-Bas, en Haute-Marne (France). Il s'agit d'un gisement d'outils microlithiques datés du Mésolithique ancien.

## Étymologie
- Les Druyes, variante de duis : « source pérenne »[1].
- Les Druyes, variante de dor, dur, dr, terme hydronymique préceltique : « eau courante, cours d'eau »[2].

## Géologie
Le site des Druyes se situe géologiquement sous la côte bajocienne du plateau de Langres, sur un ressaut (calcaire gréseux domérien) coincé entre deux séries de marnes toarciennes (lieu-dit : Les Terres Noires) et domériennes.
Le gisement, d'une superficie de moins d'un hectare, se trouve sur la pente faible de l'éperon, à proximité de sources et du ruisseau de Flagey.
Les buttes de calcaire dur du bathonien, sources d'approvisionnement en chaille, se trouvent à moins de 12 km. Le silex vient de plus loin.

## Historique
Le site a été découvert en 1979 lors d'une randonnée. Depuis 1979, des ramassages réguliers ont été réalisés. Les 8 300 artéfacts recueillis proviennent uniquement des ramassages de surface.
En 2014, quelques chercheurs ramassent toujours des microlithes.

## Environnement
Au Mésolithique (de 9700 à 5000 av. J.-C.), la forêt de pins domine, remplacée progressivement par les noisetiers, comme l'a montré l'analyse pollinique de la grotte de Vaubeton, à Courcelles-en-Montagne. La faune, favorisée par le climat tempéré et le développement de la forêt, se compose essentiellement de cervidés, sangliers, lapins.
Des chasseurs-cueilleurs, vivant en petits groupes semi-nomades, s'abritant sous des tentes, des huttes, occupent le rebord du plateau au lieu-dit les Druyes.

## Vestiges lithiques
On dénombre 7 235 nucléus, lames et lamelles bruts, et 1 059 outils (dont 110 grattoirs, des lamelles retouchées, des pointes, etc).
« Verseilles est bien placé par ses nombreux triangles isocèles, ses segments courts et larges, dans le Préboréal et dans le Mésolithique ancien. Il fait partie d'un peuplement très particulier reconnu dans plusieurs gisements répartis sur le Luxembourg, le nord de la Lorraine, le Palatinat, la Haute-Marne et une partie de la Haute-Saône (Chariez, Echenoz-la-Méline). Par la présence des pointes à base naturelle, des pointes à troncature ou à dos, l'origine est à rechercher dans l'Ahrensbourgien, au Dryas récent, avec cependant quelques nuances... »

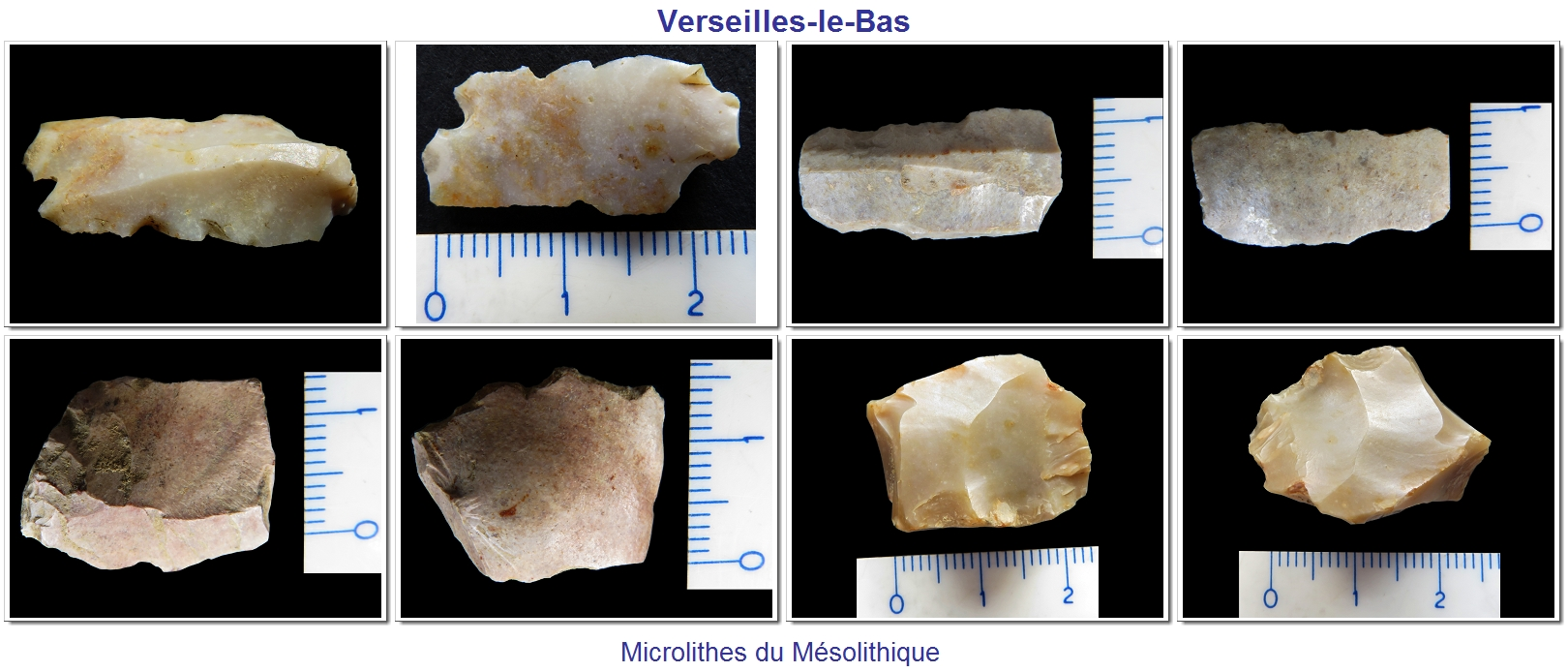
Ensemble de silex
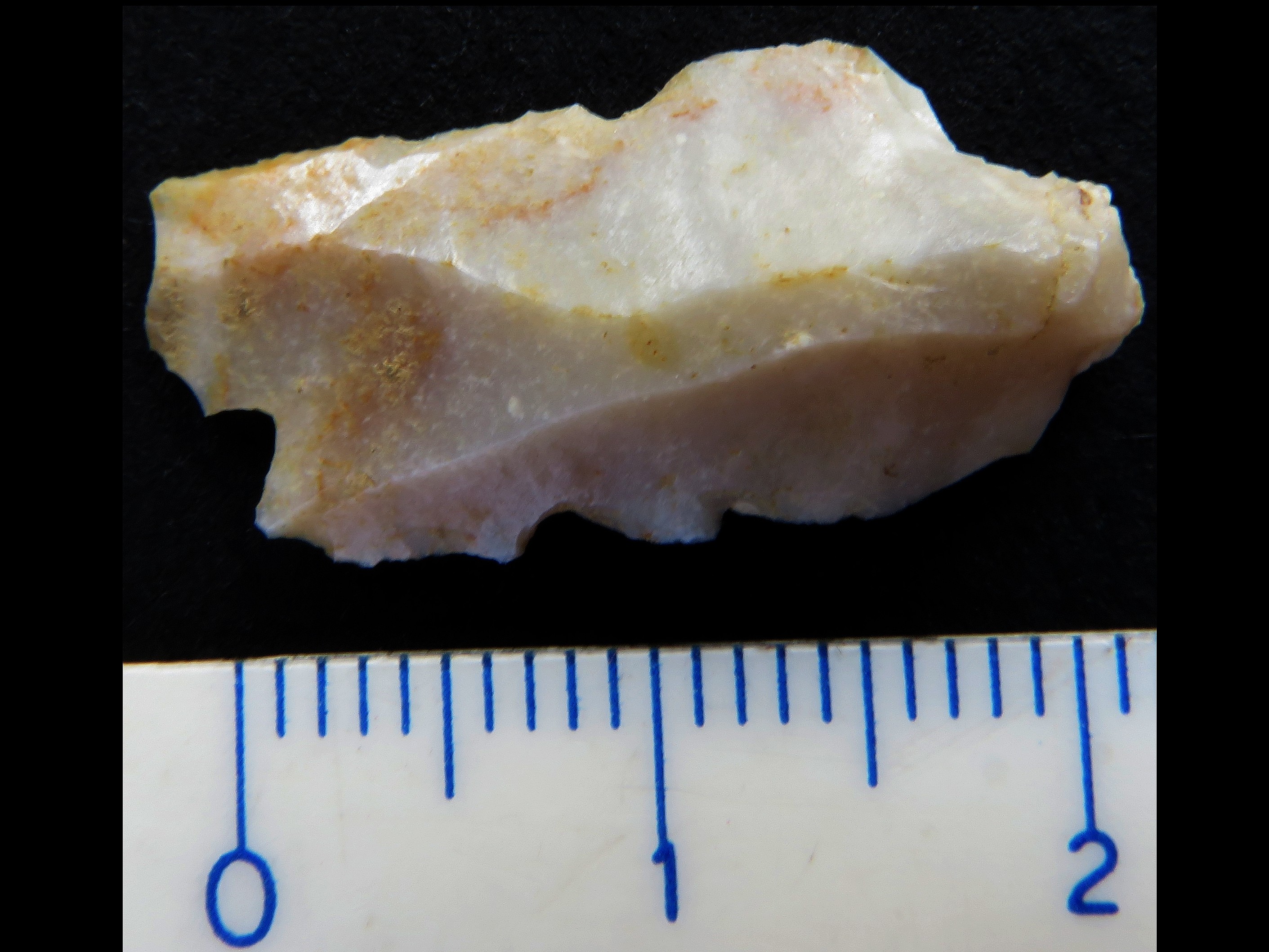
Silex
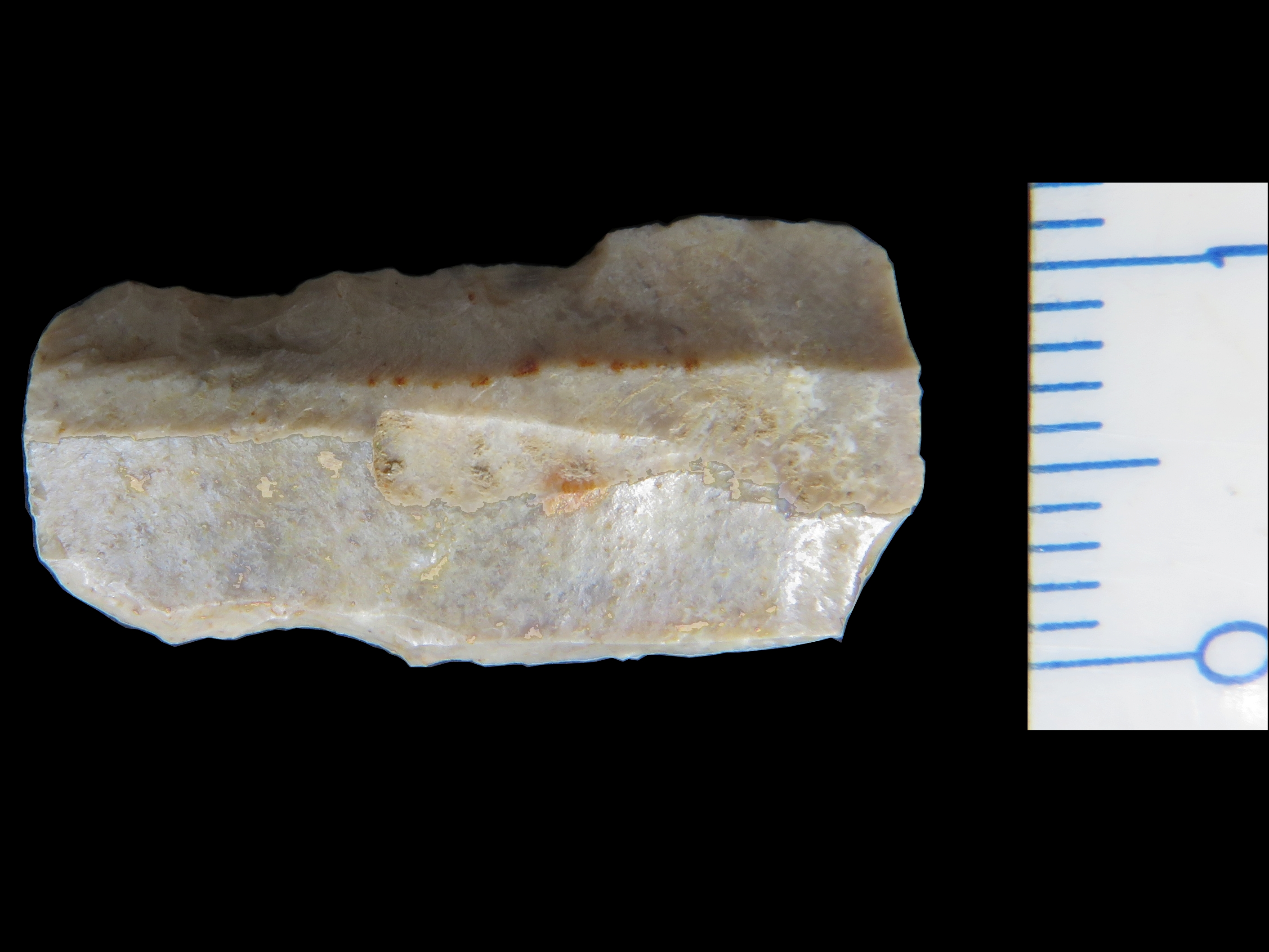
Silex

## Conservation
Le Musée des Beaux-Arts et d'Archéologie de Châlons-en-Champagne conserve les 8 300 artéfacts recueillis sur le site.